# Asia (banda)
Asia é uma banda de rock progressivo formada em 1981 como um supergrupo de ex-integrantes de Yes, King Crimson, Emerson, Lake & Palmer e The Buggles. Alguns sucessos da banda são Heat Of the Moment, Only Time Will Tell e Wildest Dreams, músicas do primeiro álbum da banda, lançado em 1982. Posteriormente, as formações foram mudando, sendo a mais significativa, a saída de John Wetton em 1991, e a subsequente entrada de John Payne, no baixo e vocal. John Payne liderou a banda até 2005, quando Geoff Downes reuniu a primeira formação para voltar aos palcos. Simultaneamente, John Payne continuou seu trabalho, formando o Asia Featuring John Payne, formado por ele no vocal, Erik Norlander nos teclados, Jay Schellen na bateria e Guthrie Govan na guitarra. Em junho de 2009, Govan deixa a banda e em seu lugar, entra Mitch Perry.O novo álbum dessa formação se chamará Arcana e será lançado em 2010. No outro line-up, que desde a reunião, permaneceu a antiga formação, foram lançados o álbum ao vivo Fantasia Live in Tokyo em 2006, e o álbum de estúdio Phoenix, em 2008. Está previsto mais um álbum de estúdio, para 2010.

## História

### Formação
Após o término do King Crimson em 1974, vários planos para a formação de um supergrupo envolvendo o baixista John Wetton foram cogitados, incluindo o projeto British Bulldog com Bill Bruford e Rick Wakeman em 1976.  Em 1977, Bruford e Wetton reuniram-se no UK junto com o guitarrista Allan Holdsworth e o tecladista e violinista Eddie Jobson. Seu álbum homônimo de estreia foi lançado em 1978. Em 1980, após o fim do UK e a saída de Wetton do Wishbone Ash, um novo supergrupo foi sugerido envolvendo Wetton, Wakeman, Carl Palmer e Trevor Rabin, mas Wakeman desistiu pouco antes. No ano seguinte Wetton e o guitarrista Steve Howe (recém saido do Yes, no início do mesmo ano) começaram a trabalhar juntos.
Howe e Wetton reuniram-se então com o tecladista do Yes e do The Buggles, Geoff Downes. Pouco tempo depois, Carl Palmer (baterista do ELP) também se juntou ao projeto. Trevor Rabin também foi considerado para a banda e chegou a gravar alguns materiais junto, mas desistiu para aceitar a oferta de Chris Squire e Alan White no qual tornou-se o novo Yes.
As primeiras ofertas para a banda foram consideradas decepcionantes para os críticos e para os fãs do rock progressivo tradicional, que consideraram sua música muito mais próxima ao AOR. Entretanto a banda cativou fãs de bandas do começo da década de 1980 tais como Journey, Boston e Electric Light Orchestra.

### Primeiros anos
O primeiro álbum da banda, Asia, teve sucesso comercial considerável, permanecendo por nove semanas no primeiro lugar das paradas dos Estados Unidos, impulsionado pelos singles "Only Time Will Tell" e "Heat of the Moment", ambos bastante usados em eventos esportivos naquele país. A turnê por aquele país também foi bem sucedida, com lotação em todas as datas entre 1982 e 1983, enquanto que a MTV também mostrava bastante seus videoclipes. Foi considerado pela Billboard o álbum do ano. Downes a esta altura detinha o posto de tecladista com maior número de teclados em um palco. Usava cerca de dezessete instrumentos em turnê, marca que não foi superada até hoje.
A banda tornou-se uma das pioneiras da segunda fase do rock progressivo ao evitar as longas composições da primeira fase da década de 1970, um formato mais atrativo para as rádios. Álbuns seguintes como 90125 (Yes) seguiram os passos do Asia.
Apesar disso, tanto o segundo quanto o terceiro álbum repetiram o mesmo sucesso do primeiro. A revista Rolling Stone considerou Alpha como um álbum comercial superproduzido, enquanto outros lamentavam que Howe e Palmer eram efetivamente somente músicos de estúdio. Apesar disso o álbum recebeu disco de platina e atingiu o sexto lugar na Billboard.
Em 1983 Wetton foi forçado a sair da banda pelas vendas de Alpha, enquanto Greg Lake o substituiu para o concerto "Asia in Asia" no Japão, o primeiro televisionado por satélite para a MTV estadunidense. Este concerto, posteriormente foi lançado em cd, em 2001, sob o nome de Asia Live: Enso Kai. A banda foi reformulada com Wetton em 1985 para trabalhar no próximo álbum, mas Steve Howe logo saiu para ser substituído por Mandy Meyer (guitarrista do Krokus). Howe acabou tendo um sucesso breve e menor com o GTR, outro supergrupo formado com Steve Hackett do Genesis e produzido por Geoff Downes.

### DeAstraà União Soviética
O terceiro álbum, Astra (cujo título provisório era Arcadia), não foi um sucesso comercial, ao contrário dos seus dois primeiros álbuns. Com isso, não foi planejada nenhuma turnê promocional de Astra. Mandy Meyer (da banda Krokus) forneceu à banda uma abordagem mais voltada ao hard rock. O único hit deste álbum foi o modesto single "Go".
A banda retornou em estúdio em 1989 com Downes, o guitarrista Steve Lukather (do Toto) e outros músicos de estúdio, e lançaram Then & Now. Pat Thrall juntou-se à Downes, Palmer e Wetton em turnê para apresentar materiais clássicos e também composições de King Crimson e UK. A banda fez turnê na União Soviética em 1990 para um público de 20 000 fãs em duas noites com casa cheia, o que virou posteriormente um DVD. O álbum recebeu disco de ouro. John Wetton deixou a banda em 1991 para concentrar-se em sua carreira solo, que não teve sucesso comercial.

### A era Payne
A banda encontrou novo caminho com o vocalista e baixista John Payne. O próximo álbum, Aqua (1992), também contava com Steve Howe e Carl Palmer, mas Palmer não gravou para o álbum, sendo que todos os sons de bateria eram gravações de trabalhos antigos. Steve Howe fez pequenas contribuições ao álbum. O grupo lançou Aria em 1994, que tinha a participação do guitarrista Al Pitrelli, ex-membro do Danger Danger e futuro membro do Megadeth, que deixou a banda durante a turnê do disco. Lançaram Arena em 1996, que contava com três diferentes guitarristas de estúdio, Aziz Ibrahin,Eliott Randall e Ian Crichton, este da banda Saga. Em 1996 foi lançado o álbum duplo Archiva, uma compilação de faixas não lançadas durante os três primeiros álbuns com John Payne na banda. Em 1997, foi lançado o álbum instrumental Rare, que contava apenas com Payne e Downes. Foi o primeiro álbum do Asia em 15 anos, que não tinha o nome começando com a letra A.
Em 1999, chegam dois álbuns: The Very Best of Asia (1982-1997) e Anthology. Sendo duas compilações, a primeira era de sucessos de toda a história do Asia, com o vocal de John Payne, e o segundo, basicamente a mesma coisa, porém, com sucessos a partir de 1992, apenas. No mesmo ano, foi cogitado a reunião com a formação original, exceto por Howe, o que não foi feito. John Payne continuou a liderar a banda com Downes. Wetton e Palmer reuniram-se para formar o Qango, apesar da banda não ter durado muito. Dois anos depois foi lançado Aura, retornando ao rock progressivo mas sem o sucesso do primeiro álbum. Este álbum contou com a participação de vários músicos, como Tony Levin (King Crimson), o próprio Steve Howe, Pat Thrall, Vinnie Colaiuta, sendo também o álbum que estreou como integrantes oficiais da banda, o guitarrista Guthrie Govan, e o baterista Chris Slade.

### Quebra de rotina e nova formação
Marcando uma quebra com a convenção, pela primeira vez um álbum de estúdio, com todos os integrantes e sem ser um álbum instrumental, não tinha em seu título somente uma palavra terminando com  letra A. Silent Nation (2004) teve bastante exposição na Internet, e agora a banda tinha uma formação mais estabilizada com Geoff Downes, John Payne, Chris Slade e Guthrie Govan. Billy Sherwood e Jay Schellen também participaram nas primeiras sessões, mas nenhum participou na gravação final. O lançamento foi acompanhado por uma turnê no modelo acústico somente por Downes e Payne. No início de 2005 a banda por completo fez turnê pela Europa e Américas. Em agosto do mesmo ano Slade deixou o grupo, sendo substituído por Schellen. No fim do ano, é gravado o show, que mais tarde seria lançado como o álbum Extended Versions. Enquanto isso Wetton e Downes lançaram arquivos antigos sob nome Wetton/Downe' e reuniram-se para um álbum, Icon.

### Reunião da formação original
Em 5 de janeiro de 2006 a formação original foi reunida na Inglaterra, antecipando uma volta oficial no mesmo ano. Em julho as datas da turnê foram anunciadas e a primeira fase começou em 29 de agosto em Rochester, terminando em Londres em 3 de dezembro. A lista de canções incluiu a maioria do primeiro álbum e algumas canções do segundo. Para a segunda fase serão tocadas composições das bandas anteriores de cada membro, sendo começada em 2007.Também em 2007,o Asia tiveram a música "Heat of moment" presente no Guitar Hero Encore:Rocks the 80's (esta mesma música esteve presente na trilha sonora do filme "O virgem de 40 anos").
Em 2007, Wetton, Howe, Downes e Palmer saem em turnê, passando por diversos países, inclusive pelo Brasil. Como resultado dessa turnê, é lançado o live Fantasia Live in Tokyo, no ano seguinte, revivendo grandes sucessos da primeira formação, com algumas músicas das ex-bandas dos integrantes, como Video Killed the Radio Star, do The Buggles, Fanfare for a Common Man, do Emerson, Lake e Palmer, Roudabout, do Yes, e In The Court of Crimson King, do King Crimson. Posteriormente, foi lançado em DVD e Blu-Ray. Em 2008, é lançado, o primeiro álbum de estúdio da formação original em 25 anos. Foi intitulado Phoenix, obteve sucesso significativo na Europa e América. Está previsto o próximo álbum de estúdio para 2010.

### John Payne após o Asia
Enquanto isso, John Payne continua seu trabalho. Após sua saída do Asia, ele forma, em 2006, a banda GPS, formada em parceria com Govan, Schellen, e o tecladista japonês Ryo Ukymoto (Spock's Beard). Foi lançado o primeiro álbum da banda no mesmo ano, intitulado Window to the Soul. O segundo álbum da banda, está previsto para 2010, sendo chamado temporariamente de Dreamscape.
Simultaneamente, ele forma, com a autorização de Geoff Downes, o Asia Featuring John Payne, junto com Erik Norlander nos teclados, Guthrie Govan (guitarra) e Jay Schellen (bateria). Essa formação foi criticada por alguns fãs, que não admitem que John Payne use o nome "Asia" para a nova formação, todavia, a sonoridade tem se mostrado bem harmônica. Em 2009, é lançado o EP Military Man EP, contendo duas versões regravadas, uma de Military Man, do álbum Aria, e outra de Long Way From Home, de Silent Nation, além da instrumental Neurosaur. O primeiro álbum do Asia Featuring John Payne, está previsto para o primeiro trimestre de 2010. Este contará com Mitch Perry nas guitarras, no lugar de Guthrie Govan, que saiu da banda durante a turnê de verão de 2008, e continuará normalmente no GPS. O álbum, anteriormente conhecido como Architect of Time, se chamará "Arcana", e será baseado no livro Decoding the Lost Symbol, de Simon Cox. Foi lançado pela Sony Music Japan.

### Aposentadoria de Steve Howe,Gravitase morte de John Wetton
Em 10 de Janeiro de 2013, o guitarrista Steve Howe anunciou sua aposentadoria na banda, passando a focar no Yes. Howe foi substituído por Sam Coulson, que grava junto com a banda o álbum Gravitas, lançado em janeiro de 2014. Após o lançamento do álbum, a banda entrou em hiato por cerca de 3 anos após descobrir que John Wetton estava com câncer, e submetido a sessões de quimioterapia. Em 11 de Janeiro de 2017, com Wetton impossibilitado de seguir em turnê, Billy Sherwood assumiu o posto temporariamente, para uma série de 12 shows do Asia, junto com a banda Journey.
No dia 31 de Janeiro de 2017, John Wetton perdeu a batalha contra um câncer e falece aos 67 anos. Em 17 de Junho, é realizado um show An Extraordinary Life, em homenagem a Wetton. Em Agosto, Palmer anunciou que o futuro da banda está incerto.

## Integrantes

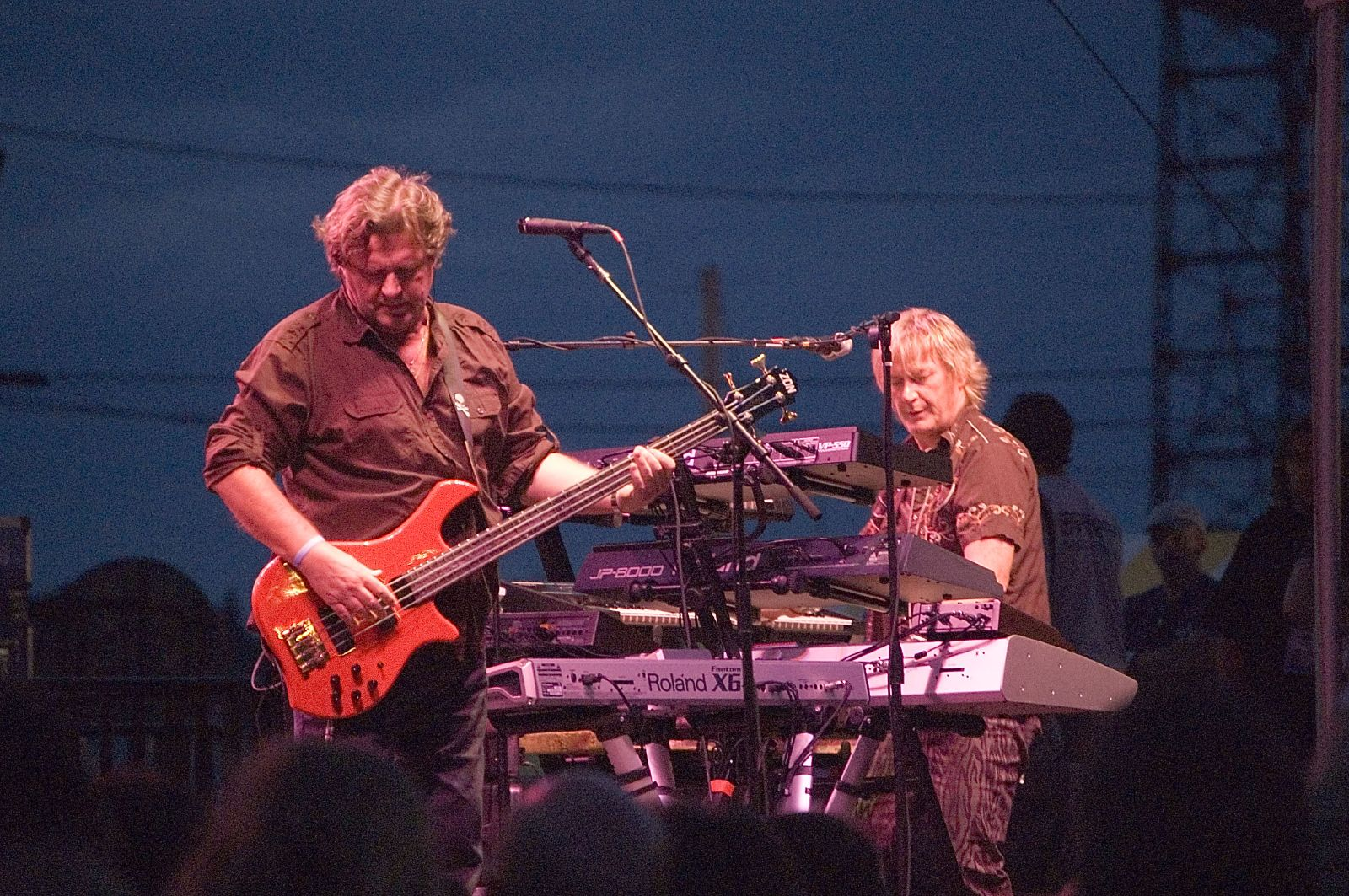
John Wetton (esquerda) e Geoff Downes (direita) em 2006.

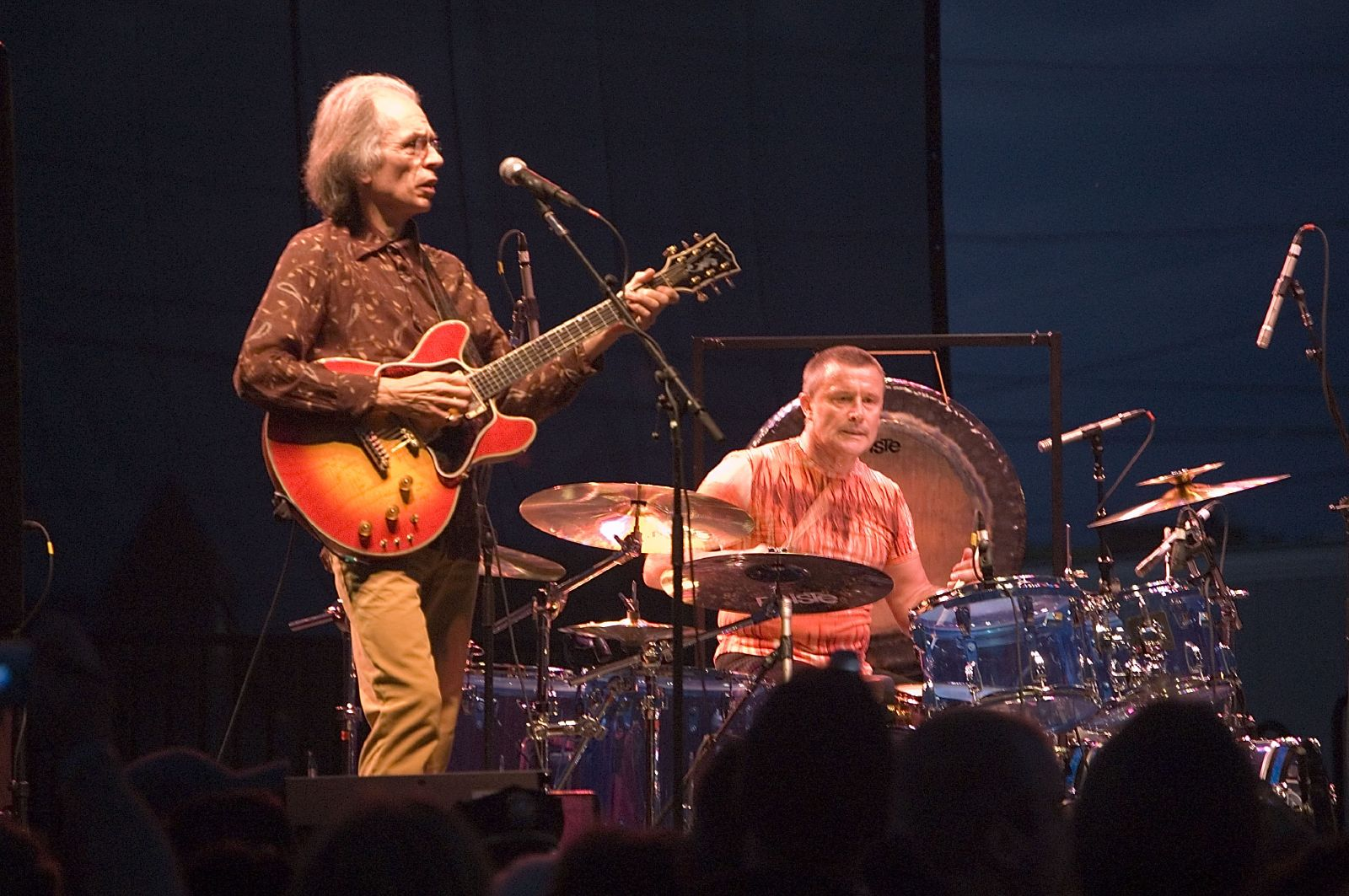
Steve Howe (esquerda) e Carl Palmer (direita) em 2006.

Muitos músicos participaram da banda ao longo de sua existência, especialmente durante a década de 1990, quando a banda consistia essencialmente de Geoff Downes, John Payne e um conjunto rotativo de convidados.

### Atuais
- Geoff Downes - teclado e back vocal (membro de Yes e ex-membro de The Buggles)
- Virgil Donati - bateria (membro de Planet X)
- Harry Whitley - baixo e vocal (multi-instrumentista)
- John Mitchell - guitarra e vocal (membro de The Urbane, It Bites)

### Antigos
- John Wetton - baixo e vocal (ex-membro de King Crimson e UK)
- Steve Howe - guitarra e back vocal (membro de Yes)
- Greg Lake - baixo e vocal (ex-membro de King Crimson e Emerson, Lake & Palmer)
- Mandy Meyer - guitarra e back vocal
- Pat Thrall - guitarra e back vocal
- Al Pitrelli - guitarra (ex-membro de Savatage e Megadeth e atualmente membro de Trans-Siberian Orchestra)
- Michael Sturgis - bateria
- John Payne - baixo e vocal
- Aziz Ibrahim - guitarra
- Tomoyasu Hotei - guitarra
- Elliot Randall - guitarra
- Luis Jardim - percussão
- Guthrie Govan - guitarra
- Chris Slade - bateria (ex-membro de AC/DC e Uriah Heep)
- Jay Schellen - bateria (ex-membro de Hurricane e World Trade
- Sam Coulson - guitarra e back vocal

### Integrantes (Asia featuring John Payne)
- John Payne - Vocal e Baixo
- Mitch Perry - Guitarra e Back Vocal
- Erik Norlander - Teclados e Back Vocal
- Jay Schellen - Bateria

### Antigos
- Guthrie Govan - Guitarra e Back Vocal

Outros músicos participaram por um curto período de tempo, se terem gravado material com a banda. A colaboração mais notável deste tipo foi a participação de Greg Lake no baixo e vocal no concerto Asia in Asia. Outros músicos tocaram em sessões especiais, como convidados ou em apresentações, incluindo Simon Phillips, Steve Lukather, Ian Crichton, Ant Glynne, Scott Gorham, Vinny Burns, Tony Levin e Vinnie Colaiuta.

## Discografia

### Álbuns de estúdio e EP
- 1982 - Asia
- 1983 - Alpha
- 1985 - Astra
- 1986 - Aurora (EP) (somente para o Japão)
- 1992 - Aqua
- 1994 - Aria
- 1996 - Arena
- 1999 - Rare
- 2001 - Aura
- 2004 - Silent Nation
- 2008 - Phoenix
- 2010 - Omega
- 2012 - XXX
- 2016 - Gravitas

### Ao vivo
- 1990 - Live In Moscow
- 1998 - Acoustic Live
- 2001 - Asia Live - Enso Kai ( gravado em 1983, com Greg Lake nos vocais )
- 2002 - America: Live In The USA
- 2007 - Fantasia: Live in Tokyo
- 2007 - Extended Versions ( lançado como Asia Featuring John Payne )
- 2008 - Live 23 March 2008 São Paulo Brazil - Official Bootleg Band Approved ( na realidade o show ocorreu em 23/03/2007 no Credicard Hall )

### Compilações
- 1990 - Then & Now (com quatro novas faixas)

participação nas novas faixas de Downes, Wetton, Lukather, Komie, Meyer, Gorham e Palmer
- 1996 - Archiva 1

participação de Downes, Payne, Howe, Pitrelli, Gorham, Glynne, Dessent, Sturgis, Glockler e Nye
- 1996 - Archiva 2

participação de Downes, Payne, Pitrelli, Randall, Gorham, Glynne, Dessent, Palmer, Sturgis, Glockler, Thornton, Hayman, Nye e Jardim
- 1999 - The Very Best of Asia (1982-1997) - Conta com sucessos de toda a carreira do Asia

participação de Wetton, Howe, Palmer, Downes, Payne, Sturgis, Pitrelli, Pitrelli, Randall e Gorham
- 1999 - Anthology - A mesma descrição da compilação acima citada, porém só com o vocal de Payne.

participação de Downes, Payne, Sturgis, Pitrelli, Pitrelli, Randall e Gorham
- 2002 - Anthologia - The 20th Anniversary/Geffen Years Collection (1982-1990) - Sucessos da formação clássica do Asia remasterizados.

participação de Wetton, Howe, Downes e Palmer.

### Discografia - Asia Featuring John Payne
- 2009 - Military Man EP

participação de Payne, Norlander, Govan e Schellen
- 2010 - Arcana

participação de Payne, Norlander, Perry e Schellen

## Videografia

### VHS e DVD
- 1983 - Asia In Asia (VHS)
- 1990 - Andromeda (VHS/DVD/Laser Disc)
- 2003 - America: Live In The USA (DVD)
- 2004 - Asia: 20th Century Masters (DVD)